# عيسى عبد الحفيظ
عيسى عبد الحفيظ (1939 - 10 أغسطس 2021)، ممثل و مسرحى ليبي، مواليد مدينة يفرن عام 1939، وُيعد من رواد المسرح والدراما في ليبيا، إذ يمتلك رصيدا كبيرا من الأعمال الدرامية التي عرضها التلفزيون الليبي، في العام 1976 أطل على الجمهور عبر فيلم الرسالة العالمي للمخرج مصطفى العقاد، في دور مقتفي الأثر الشهير.

## وفاته
توفي صبيحة يوم الثلاثاء 10 أغسطس 2021م في منزله الكائن بمحلة المشروع الزراعي ببلدية أبوسليم بطرابلس، بعد تدهور حالته الصحية متأثرًا بإصابته بفيروس كوفيد 19 "كورونا" عن عمر ناهز 82 عامًا.

## من أعماله
- الثعلب و المنداف (مسرحية)
- الرسالة (فيلم) (1976).
- معركة تاقرفت (فيلم) (1981).
- طبول الحرية (مسلسل) (1981).
- الفاتحون (مسلسل) (1984)
- ياقوتة (مسلسل)
- الفال (مسلسل) (1987)
- صور إجتماعية (مسلسل)
- شريفة (تمثيلة)
- الحومه (مسلسل)
- على هامش التاريخ (مسلسل إذاعى)
- السجين و السجان (فيلم روائى) (2019)